# Matthew Holmes
Matthew Holmes   (Wigan, 8 de desembre de 1993) és un ciclista anglès, professional des del 2012, i actualment a l'equip Lotto-Soudal.

## Palmarès
- 2016
  - 1r a la Totnes–Vire
- 2020
  - Vencedor d'una etapa al Tour Down Under

### Resultats al Giro d'Itàlia
- 2020. 81è de la classificació general
- 2022. 116è de la classificació general